# Santo António (Maio)
Santo António' é uma aldeia e praça que fica na zona nordeste da ilha do Maio, em Cabo Verde. Tem 22habitantes (censo de 2010). Pilão Cão  esse cerca 18 km este do capital da ilha e nordeste de Calheta do Maio.